# Reshef Levi
Pour les articles homonymes, voir Levi.
Reshef Levi (hébreu : רשף לוי) né le 13 mars 1972, est un auteur, scénariste, réalisateur, acteur israélien. 

## Biographie

### Famille
Reshef Levi naît à Hersliya en Israël dans une famille de huit personnes, en partie mizrahi (d'origine yéménite du côté paternel) et en partie ashkénaze (d'origine polonaise du côté maternel). Son père est un journaliste d'origine yéménite et ancien membre du groupe Stern (le Lehi) des années 1940 et sa mère une ancienne pratiquante ultra-orthodoxe.
Reshef Levi est également le frère de l'écrivain Yannets Levi et de Retsef Levi, codirecteur du programme Leaders for Global Operations de l'école de gestion du MIT. En guise d'hommage à Regev, l'un de ses frères emporté par la maladie, Reshef Levi décide d'accoler son prénom au sien dans les productions qu'il signe : « רשף ורגב לוי » / reshef veregev levi*, (Reshef et Regev Levi).

### Devoir militaire et études universitaires
Dans les Forces de défense israéliennes, Reshef Levi sert dans l'unité de reconnaissance spéciale « מגלן » /Maglan*. Après son service militaire, il intègre le programme Adi Lautman, cursus interdisciplinaire d'excellence proposé par l'université de Tel Aviv. 

## Carrière
En 1994, Reshef Levi commence à écrire des scénarios pour des programmes de divertissement humoristiques à la télévision, alors qu'il est encore dans l'armée. Ses premières œuvres incluent des émissions de bandes dessinées comme "Zehu Ze", "Shemesh", "Zahal 1" qui décrive la station de radio de l'armée et  / Halomot Behakizis*. En 2003, Reshef Levi écrit un scénario pour un téléfilm, « הדמעות של אמסלם » / Hadmaot Shel Amsalem* (les larmes d'Amsalem), qui décrit la vie d'un gangster dont le père a dû entrer dans une maison de retraite non sans y causer la zizanie. Prévu comme une série, le téléfilm ne donne pas de suite à l'antenne peu après son lancement pour des raisons budgétaires.   
Cependant, fort de son succès auprès du public, Reshef Levi produit en 2007 une série télévisée, « הבורר  » / Ha-Borer*  (le commutateur), reprenant les codes et le style de Hadmaot Shel Amsalem, en coréalisation avec Shaï Kanot. Il s'agit de l'histoire d'une famille criminelle qui se déroule dans les bas-fonds de la société israélienne. Cette série gagne une grande faveur auprès du public israélien et est considérée comme l’une des émissions de télévision les plus réussies de tous les temps en Israël. En 2008, Reshef Levi réalise et écrit Mes plus belles années ( « איים אבודים » / Iyim avudim*, îles perdues). Le film reçoit  14 nominations aux Ophirs, en remporte quatre et est considéré comme un blockbuster en Israël.   
En 2009, Reshef Levi est nommé dramaturge officiel du Théâtre Habima, le théâtre national d'Israël. Durant ces années, il y présente de nombreuses pièces de théâtre. Son dernier film, Canailles Connection (Hunting Elephants), sorti en 2013, ne parvient pas à renouer avec le succès de Mes plus belles années. Les critiques négatives pleuvent de la part de la profession, malgré le budget élevé du film par rapport à un film national et la participation d'acteurs connus comme Moshe Ivgy et de stars de renommée mondiale comme Patrick Stewart.  

## Filmographie

### Cinéma
- 2004 : « אהבה קולומביאנית » / Ahava Colombianit* (l'amour à la Colombienne), scénariste[8].
- 2008 : Mes plus belles années ( « איים אבודים » / Iyim avudim*, îles perdues), réalisateur[5]
- 2013 : Canailles Connection (Hunting Elephants), réalisateur[9] ; avec Sasson Gabaï, Moni Moshonov, Patrick Stewart[10]...

### Télévision
- 2003 : « הדמעות של אמסלם » / Hadmaot Shel Amsalem* (les larmes d'Amsalem)[3], téléfilm  réalisé par Oren Stern sur un scénario de Rashef Levy ; avec Moshe Ivgi, Reuven Dayan et Keren Koch... Intrigue : un criminel coriace et intransigeant dont la vie change lorsque son père emménage dans une maison de retraite et qu'il est obligé de rejoindre un groupe de soutien, ce qui affecte sa vie et son comportement.

- 2007-2013 : « הבורר  » / Ha-Borer* (le commutateur), série télévisée (comédie, policier, drame) ; réalisée et écrite par Shaï Kanot et Reshef Levi[4]. Récompenses : 1 victoire israélienne 2009 bande son série, 2 nominations[11] avec Moshe Ivgy, Yehuda Levi, Shlomi Koriat[12]... Intrigue : Adopté, un assistant social découvre que son vrai père est à la tête d'une famille mafieuse.
- 2019 : « נחמה » / Nehama* (Nehama), série télévisée (comédie, drame) ;  réalisée par  Tomer Shani et coécrite par Reshef Levi et Tomer Shani[13]. Récompenses : meilleure série comique 2019 et 3 nominations de l'Académie télévisuelle israélienne, 1 prix d'interprétation de CannesSéries 2018 ; avec Reshef Levi, Shalom Michaelshwilli, Liron Vaisman[14]... Intrigue : Mariè, père de 5 ans et en pleine crise de la quarantaine, Nehama veut renouer avec sa vocation d'humoriste contrariée.
- 2022- : « קרתגו » / kartago* (Carthago), série télévisée (drame, comédie, thriller, historique) de Tomer Shani, Reshef et Regev Levi et Yannets Levi.  Récompense : prix spécial d'interprétation pour l'ensemble de la distribution au Festival international des séries de Cannes 2023[15] ; avec Uri Gov, Oliver Buckner, Carolina Jurczak[16]...  Intrigue : Palestine 1942, Carthago est un camp de prisonniers où est envoyé un comique par les autorités britanniques, entre mouvements de libérations juifs et criminels nazis.